# Dominik Schwaderlapp
Dominikus Schwaderlapp (Selters (Renânia-Palatinado), Westerwald, 4 de maio de 1967) é cônego e bispo auxiliar na arquidiocese de Colônia. Em seu cargo anterior como Vigário do arcebispado, ele foi considerado como a mão direita de Joachim Cardeal Meisner.

## Vida
Schwaderlapp cresceu em Ransbach-Baumbach. Após estudar teologia católica em Bonn e Augsburg Schwaderlapp, recebeu em 18 de junho de 1993 do arcebispo Joachim Meisner, em Colônia, o sacramento da Ordem Sagrada. Dois dias depois, ele celebrou em sua paróquia natal de Santo Antônio, em Ransbach-Baumbach, sua primeira missa. Ele foi então capelão em St. Mary's e St. Barbara em Neuss e de 15 de novembro de 1996 até 2003 como capelão do arcebispo e secretário particular.
Recebeu seu doutorado em teologia em 2002 com uma tese no campo da teologia moral sob orientação de Joachim Piegsa na Universidade de Augsburg. Em 1 de janeiro de 2004, foi nomeado Vice-Vigário Geral em Colônia. De 1 de junho de 2004 a meados de março de 2012, Schwaderlapp foi vigário geral da Arquidiocese de Colônia e, portanto, chefe de administração da maior diocese da Alemanha. Em 2 de julho de 2004, eleito residente para o capítulo residente. Após ter sido apresentado em 25 de julho de 2004 como um cônego, o Papa João Paulo II deu-lhe, em 17 de novembro de 2004, o título de Prelado de Sua Santidade. Em 2009, o capítulo da catedral de Świdnica (Schweidnitz) o nomeou cônego honorário.
Em 24 de fevereiro de 2012, o Papa Bento XVI o nomeou Bispo titular de Frequentium e Bispo auxiliar na arquidiocese de Colónia. A ordenação episcopal foi doada para ele em 25 de março de 2012 na Catedral de Colônia por Joachim Cardeal Meisner; os co-consagradores foram os Bispos Auxiliares de Colônia Manfred Melzer e Heiner Koch.
Ele foi responsável pelo "Distrito Pastoral Norte", com as cidades de Dusseldorf, Wuppertal, Solingen e Remscheid, bem como para os distritos Rhein-Kreis Neuss, Mettmann e Oberbergischer Kreis. Em 30 de outubro de 2014, Rainer Maria Cardeal Woelki o nomeou Vigário Episcopal para a formação de Diáconos Permanentes e Vigário Episcopal para as Vocações e Comunidades Espirituais.  Com a nova divisão dos vicariatos episcopais na arquidiocese em 2018, Schwaderlapp foi responsável pelas ordens e pela pastoral internacional. Na Conferência Episcopal Alemã, ele é membro da Comissão de Jornalismo e da Comissão para o Matrimônio e a Família.

## Posições e atos oficiais
Schwaderlapp está perto da organização leiga católica Opus Dei. Ele disse à imprensa que apreciava a teologia da organização e participou de retiros. Também afirmou que seu diretor espiritual pertencia ao Opus Dei e conhecia a organização de seu ambiente familiar. Ele próprio conhece a organização desde a juventude, mas não é membro.
Em 2006, Schwaderlapp foi o vigário geral responsável pela concepção e implementação do programa de reforma "Future Today".
Em 2010, como Vigário Geral de Colónia, protestou contra a decisão do presidente da Corte do Tribunal Regional Superior de Dusseldorf de não colocar crucifixos em um novo edifício de um edifício de justiça, com as palavras: "Quem remover as cruzes de nossos tribunais está separando demonstrativamente nossos sistema jurídico desde as suas raízes”. A dignidade do homem não é "uma concessão do estado", mas um dom de Deus.
Como vigário geral, Schwaderlapp assegurou em 2013 a um homem conhecido como ativista do direito à vida e autor do site radical kreuz.net, que para os hospitais patrocinados pela Caritas da Arquidiocese de Colônia, um "limite de tolerância zero" a abortos. Schwaderlapp também descreveu a cooperação das clínicas com práticas de emergência, que, entre outras coisas, prescreviam a chamada "pílula do dia seguinte", como um incômodo que precisava ser eliminado. Os consultórios emergenciais são operados pela Associação dos Médicos Estatutários de Seguros de Saúde, mas estão localizados nas dependências das clínicas e são administrados por católicos. A reação de Schwaderlapp foi precedida por visitas a clínicas de emergência de seguros de saúde legais por um paciente falso que havia sido contratado por uma agência de compras misteriosas. A suposta paciente pediu a “pílula do dia seguinte” e recebeu prescrição em quatro casos. A ordem para os testes veio de ativistas do direito à vida.
Em 2016, Schwaderlapp participou da chamada Marcha para a Vida em Berlim.
Em relação à decisão da Igreja Evangélica na Renânia em 2016 de casar casais do mesmo sexo, Schwaderlapp disse que isso tornou o ecumenismo mais difícil. Ele vê a decisão “com certa tristeza”.
Schwaderlapp falou publicamente antes da votação no Bundestag alemão em 2017, no jornal Rheinische Post, entre outros, contra a introdução do casamento estatal para todos e a possibilidade de divórcio. O "sinal de casamento do amor de Deus para o povo" é "inquebrável". O casamento era único e não deveria ser "incompreendido como um selo de qualidade para uma parceria". O casamento para todos "é, portanto, uma contradição em termos".  Com a sua declaração, Schwaderlapp foi além da posição da Conferência Episcopal Alemã e falou antes da introdução de uma "manobra de campanha eleitoral" e viu uma "falta de respeito pelos processos democráticos". Além disso, ele criticou que as ações do Bundestag "faltaram qualquer respeito pela proteção consagrada na Lei Básica Artigo 6".

## Brasão e lema
Brasão Descrição: Em escudo heráldico direito em prata, uma cruz negra e escarpada (após o brasão da arquidiocese de Colônia), deixou em prata três vigas oblíquas vermelhas, cobertas com um jarro azul (após o brasão da cidade de Ransbach-Baumbach, no Westerwald).
O lema de Gaudentes patientes instantes ("[Seja feliz, paciente, persistente"), vem da Carta aos Romanos (Rom 12:12).

## Links da Web
- Literatura de e sobre Dominik Schwaderlapp (em alemão) no catálogo da Biblioteca Nacional da Alemanha
- Cheney, David M. «Dominik Schwaderlapp» (em inglês). Catholic-Hierarchy.org
- Dominikus Schwaderlapp auf der Seite des Erzbistums Köln
- Längeres Interview mit Schwaderlapp in der Rheinischen Post aus dem Jahr 2014